# Damernas duett i konstsim vid olympiska sommarspelen 2000
Damernas duett i konstsim vid olympiska sommarspelen 2000 i Sydney, Australien, avgjordes vid Sydney International Aquatic Centre mellan den 24 och 26 september 2000. Ryssland vann tävlingen.

## Medaljörer
| Gren  | Guld                                       | Silver                               | Brons                                   |
| Duett | Olga Brusnikina och Marija Kiseljova (RUS) | Miya Tachibana och Miho Takeda (JPN) | Virginie Dedieu och Myriam Lignot (FRA) |

## Resultat

### Totalpoäng inledande
| Placering | Nation                                               | Teknisk rutin | Preliminär fri rutin | Totalpoäng | Kvalificerad |
| --------- | ---------------------------------------------------- | ------------- | -------------------- | ---------- | ------------ |
| 1         | Ryssland Olga Brusnikina Marija Kiseljova            | 34.580        | 64.480               | 99.060     | Q            |
| 2         | Japan Miya Tachibana Miho Takeda                     | 34.300        | 63.960               | 98.260     | Q            |
| 3         | Frankrike Virginie Dedieu Myriam Lignot              | 33.997        | 63.094               | 97.091     | Q            |
| 4         | USA Anna Kozlova Tuesday Middaugh                    | 33.810        | 62.920               | 96.730     | Q            |
| 5         | Kanada Claire Carver-Dias Fanny Létourneau           | 33.670        | 62.920               | 96.730     | Q            |
| 6         | Italien Maurizia Cecconi Alessia Lucchini            | 33.203        | 61.750               | 94.953     | Q            |
| 7         | Kina Li Min Li Yuanyuan                              | 33.250        | 61.620               | 94.870     | Q            |
| 8         | Spanien Gemma Mengual Paola Tirados                  | 32.900        | 60.926               | 93.826     | Q            |
| 9         | Mexiko Erika Leal Lilian Leal                        | 32.527        | 60.190               | 92.717     | Q            |
| 10        | Sydkorea Yoon-Kyeong Jang Na-Mi Yoo                  | 32.200        | 59.930               | 32.130     | Q            |
| 11        | Schweiz Madeleine Perk Belinda Schmid                | 32.153        | 59.930               | 92.083     | Q            |
| 12        | Brasilien Carolina Moraes Isabela Moraes             | 31.593        | 59.280               | 90.873     | Q            |
| 13        | Grekland Christina Thalassinidou Despina Theodoridou | 31.733        | 58.630               | 90.363     |              |
| 14        | Ukraina Iryna Rudnytska Olesya Zaytseva              | 30.987        | 58.196               | 89.183     |              |
| 15        | Tjeckien Sona Bernardova Jana Rybarova               | 31.033        | 57.704               | 88.537     |              |
| 16        | Australien Irena Olevsky Naomi Young                 | 30.543        | 56.464               | 87.007     |              |
| 17        | Nordkorea Son Yong Choe Young Hui Jo                 | 29.867        | 56.204               | 86.071     |              |
| 18        | Kuba Kenia Perez Yamisleidys Romay                   | 29.913        | 55.596               | 85.509     |              |
| 19        | Belarus Kristina Nadezjdina Natalia Sacharuk         | 30.287        | 55.164               | 85.451     |              |
| 20        | Egypten Heba Gawad Abdel Sara Gawad Abdel            | 29.727        | 55.294               | 85.021     |              |
| 21        | Venezuela Jenny Castro Bravo Virginia Ruiz           | 29.750        | 54.036               | 83.786     |              |
| 22        | Kazakstan Alija Karimova Galina Sjatnaja             | 29.120        | 54.254               | 83.374     |              |
| 23        | Ungern Zsuzsanna Hamori Petra Marschalko             | 28.957        | 52.520               | 81.477     |              |
| 24        | Slovakien Livia Allarova Lucia Allarova              | 28.187        | 51.826               | 80.013     |              |

### Final, totalresultat
| Placering | Nation                                     | Teknisk rutin | Final, fri rutin | Totalpoäng |
| --------- | ------------------------------------------ | ------------- | ---------------- | ---------- |
| 1         | Ryssland Olga Brusnikina Marija Kiseljova  | 34.580        | 65.000           | 99.580     |
| 2         | Japan Miya Tachibana Miho Takeda           | 34.300        | 64.350           | 98.650     |
| 3         | Frankrike Virginie Dedieu Myriam Lignot    | 33.997        | 63.440           | 97.437     |
| 4         | USA Anna Kozlova Tuesday Middaugh          | 33.810        | 63.180           | 96.990     |
| 5         | Kanada Claire Carver-Dias Fanny Létourneau | 33.670        | 62.314           | 95.974     |
| 6         | Italien Maurizia Cecconi Alessia Lucchini  | 33.203        | 62.184           | 95.387     |
| 7         | Kina Li Min Li Yuanyuan                    | 33.250        | 61.534           | 94.784     |
| 8         | Spanien Gemma Mengual Paola Tirados        | 32.900        | 61.620           | 94.520     |
| 9         | Mexiko Erika Leal Lilian Leal              | 32.527        | 60.234           | 92.761     |
| 10        | Schweiz Madeleine Perk Belinda Schmid      | 32.153        | 59.886           | 92.039     |
| 11        | Sydkorea Yoon-Kyeong Jang Na-Mi Yoo        | 32.200        | 59.626           | 91.826     |
| 12        | Brasilien Carolina Moraes Isabela Moraes   | 31.593        | 59.150           | 90.743     |